# 甘利治夫
甘利治夫（あまり はるお、1947年9月18日 - ）は、奈良新聞社の元代表取締役。東京都出身。

## 人物
東京都八王子市生まれ。1957年に父親の仕事の関係で群馬県伊勢崎市に。群馬県立前橋高等学校を経て、1974年に早稲田大学社会科学部を卒業、同年、大和タイムス社（翌年、奈良新聞社に社名変更）に入社。報道部長、編集局長代理、販売局長などを経て、1989年に取締役。生駒支社長、総務局長、編集局長などを歴任し、1992年に専務取締役、翌年2月に代表取締役兼主筆に就任。2019年6月に代表取締役を退任し、現在は取締役主筆兼企画推進部長。
この間、明仁天皇の即位10年記念京都茶会（1999年11月）、皇居での歌会始（2000年1月）、秋の園遊会（2001年11月）、皇居での郵政表彰（2003年4月）、即位30年記念京都茶会（2019年3月）にそれぞれ招かれる。
新聞記者としては、橿原支局、五條支局、遊軍、農業、宗教、県政などを担当、政党は自民党、共産党、公明党のほか旧社会党や民社党なども担当した。デスク時代はスポーツ面、経済面、地域面、教育面、共同通信面、社会面、1面総合面などを担当した。1980年から1面コラム「國原譜」、1984年から「日曜論壇」および「金曜時評」などの論説を執筆し、現在に至る。
このほか、奈良県の社会福祉審議会、同和対策協議会、情報公開審査会の各委員を務めたほか、国立大学法人奈良教育大学理事、奈良マラソン実行委員会副会長などを歴任。主な現職は学校法人奈良学園理事、奈良ユニセフ協会会長。